# Laurent Fabius
Laurent Fabius (tiếng Pháp: [lo.ʁɑ̃ fa.bjys]; sinh ngày 20 tháng 8 năm 1946) là một chính trị gia người Pháp.
Fabius tham gia Đảng Xã hội vào năm 1974 và trở thành dân biểu vùng Seine-Maritime. Dưới thời Tổng thống François Mitterrand, ông lần lượt trở thành bộ trưởng Bộ Tài chính Pháp (1981–1983), bộ trưởng Bộ Công nghiệp và Nghiên cứu (1983–1984) rồi Thủ tướng trẻ nhất nền Đệ ngũ Cộng hòa vào tháng 6 năm 1984 ở tuổi 37. Tuy nhiên, Đảng Xã hội mất đa số ghế Quốc hội sau cuộc bầu cử lập pháp năm 1986, và Fabius trở về làm dân biểu của Seine-Maritime.
Sau khi Đảng Xã hội giành chiến thắng trong cuộc bầu cử lập pháp năm 1988, ông được chọn là Chủ tịch Hạ viện Pháp. Sau khi không thể giải quyết triệt để vụ bê bối quản lý y tế liên quan tới nhiễm trùng máu, Fabius được miễn trừ truy tố nhưng thanh danh ông cũng bị ảnh hưởng đáng kể. Năm 1992, ông từ chức Chủ tịch Hạ viện Pháp để trở thành Chủ tịch Đảng Xã hội, nhưng cũng nhanh chóng từ chức sau khi đảng của ông thất bại thảm hại trong cuộc bầu cử lập pháp năm 1993. Ông trở thành Chủ tịch Hạ viện vào năm 1997 sau chiến thắng tại kỳ bầu cử lập pháp và tới năm 2000, ông nhậm chức bộ trưởng Bộ Thương mại, Tài Chính và Công nghiệp của Thủ tướng Lionel Jospin. Ông không có nhiều đóng góp trong Đảng Xã hội khi chỉ là phe thiểu số nói "không" cho cuộc Trưng cầu dân ý về Hiến pháp Châu Âu 2005. Năm 2006, ông tranh cử vị trí ứng cử viên Tổng thống Pháp của Đảng Xã hội, tuy nhiên chỉ về thứ 3 sau Dominique Strauss-Kahn và Ségolène Royal.
Sau khi François Hollande đắc cử Tổng thống Pháp vào năm 2012, ông được Thủ tướng Jean-Marc Ayrault chỉ định làm bộ trưởng Bộ Ngoại giao (2012–2014), rồi sau đó trở thành bộ trưởng Bộ Ngoại giao và Phát triển quốc tế (2014-2016) dưới thời Thủ tướng Manuel Valls. Fabius từ chức bộ trưởng vào tháng 2 năm 2016 để trở thành Chủ tịch Hội đồng Hiến pháp thay thế Jean-Louis Debré.